# Ванішковце
Ванішковце або Ванішківці (словац. Vaniškovce) — село в Словаччині, Бардіївському окрузі Пряшівського краю.
Вперше згадується у 1345 році.
В селі є римо-католицький костел з 1909 року в стилі неокласицизму.

## Географія
Розташоване в північно-східній частині Словаччини, у південній частині Бартошовської угловини в долині Секчова. Протікає Фрічковський потік.

## Населення
| Рік:            | 1993 | 2003 | 2013    | 2023    |
| --------------- | ---- | ---- | ------- | ------- |
| Кількість осіб: | 346  | 346  | 379     | 401     |
| Різниця:        |      | +0 % | +9,53 % | +5,80 % |

| Рік:            | 2022 | 2023    |
| --------------- | ---- | ------- |
| Кількість осіб: | 376  | 401     |
| Різниця:        |      | +6,64 % |

В селі проживає 371 осіб.
Національний склад населення (за даними останнього перепису населення — 2001 року):
- словаки — 99,72 %
- чехи — 0,28 %

Склад населення за приналежністю до релігії станом на 2001 рік:
- римо-католики — 98,86 %,
- греко-католики — 1,14 %,